# Jeff Cassar

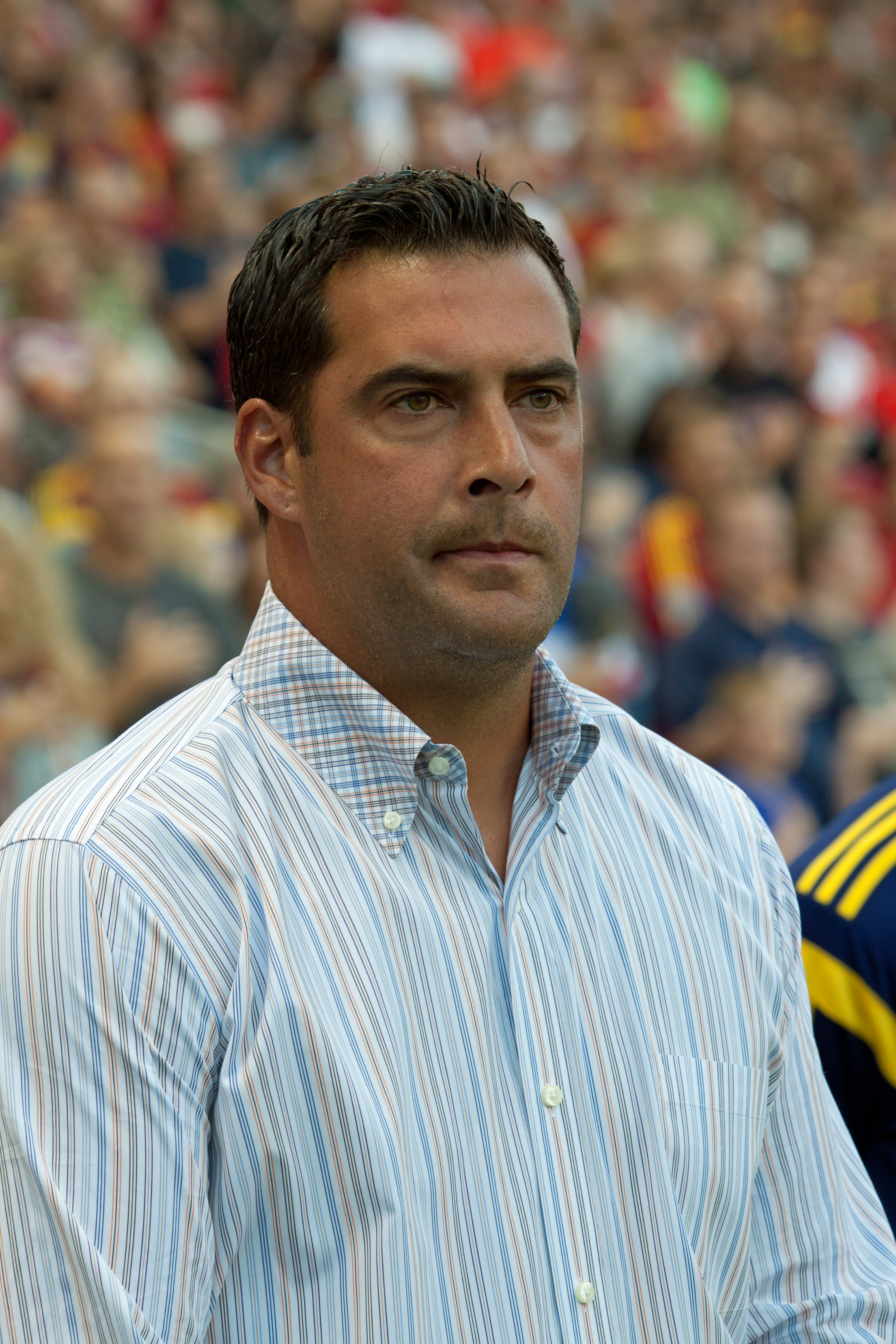
Jeff Cassar

Jeff Cassar (Livonia, 2 de Fevereiro de 1974) é um ex-goleiro de atual técnico de futebol, atualmente dirige o Real Salt Lake, da Major League Soccer.

## Carreira de Jogador
Cassar estudou na Florida International University. Após se formar, foi selecionado no MLS SuperDraft de 1996. Como jogador atuou primeiramente no Dallas Burn. Em 1997, foi selecionado no Draft de Expansão do Miami Fusion. Perdeu a titularidade para o  Nick Rimando, o qual voltaria a encontrar no Real Salt Lake.Em 2002 foi jogar no Bolton Wanderers da Inglaterra.

## Carreira de Treinador
Cassar se aposentou em 2006 começou primeiramente como treinador de goleiros do Real Salt Lake, também passou pelo Puerto Rico Islanders como assistente.
Jeff também foi o treinador de goleiro da seleção, treinando o time nas eliminatórias na partida contra o México.
Em 2013 foi escolhido para substituir Jason Kreis no Real Salt Lake, que foi ser o técnico do New York City FC.